# Вавилонская война
Вавило́нская война́ (311—308/307 годы до н. э.) — одна из войн диадохов.
В 311 году до н. э. Селевк, воспользовавшись поражением войск Антигона под командованием Деметрия в битве при Газе, вторгся в Вавилонию с тысячей воинов и 200 всадниками. Местные жители оказывали ему всеобщую поддержку. Антигон за время своего правления не приобрёл популярности у местного населения. Напротив, жители Вавилона воспринимали Селевка в качестве защитника от тирании Антигона. Это позволило Селевку пополнить войско и занять Вавилон. Сторонники Антигона организовали оборону в одной из крепостей. После её успешной осады и штурма Селевк направился на восток, где у реки Тигр победил стратега Верхних сатрапий на службе у Антигона Никанора, располагавшего значительно большим войском. В течение полугода после сражения Селевк стал могущественным правителем, которому подчинялись Мидия, Персида и Сузиана.
Пока Селевк был занят покорением этих областей, в Вавилонию вторгся Деметрий. Новый стратег Вавилонии Патрокл не мог принять сражение, так как большая часть войск находилась с Селевком. Однако он смог организовать эвакуацию гражданского населения из Вавилона и должную оборону. Со своими силами он совершал манёвры по области, «используя русла рек и каналов как защиту», тем самым не давая возможности Деметрию захватить область.
Кульминацией войны стало вторжение Антигона со своим основным войском. Детали противостояния между войсками Антигона и Селевка неизвестны, их реконструкция носит предположительный характер. В ходе решающего двухдневного сражения войска Антигона были разбиты. В 308/307 году до н. э. между Антигоном и Селевком был заключён хрупкий мир. Каждый из военачальников остался при тех владениях, которыми обладал на момент его подписания. Таким образом, по результатам Вавилонской войны Антигон утратил большую часть своих восточных владений, в то время как Селевк смог основать собственное государство.

## Предыстория

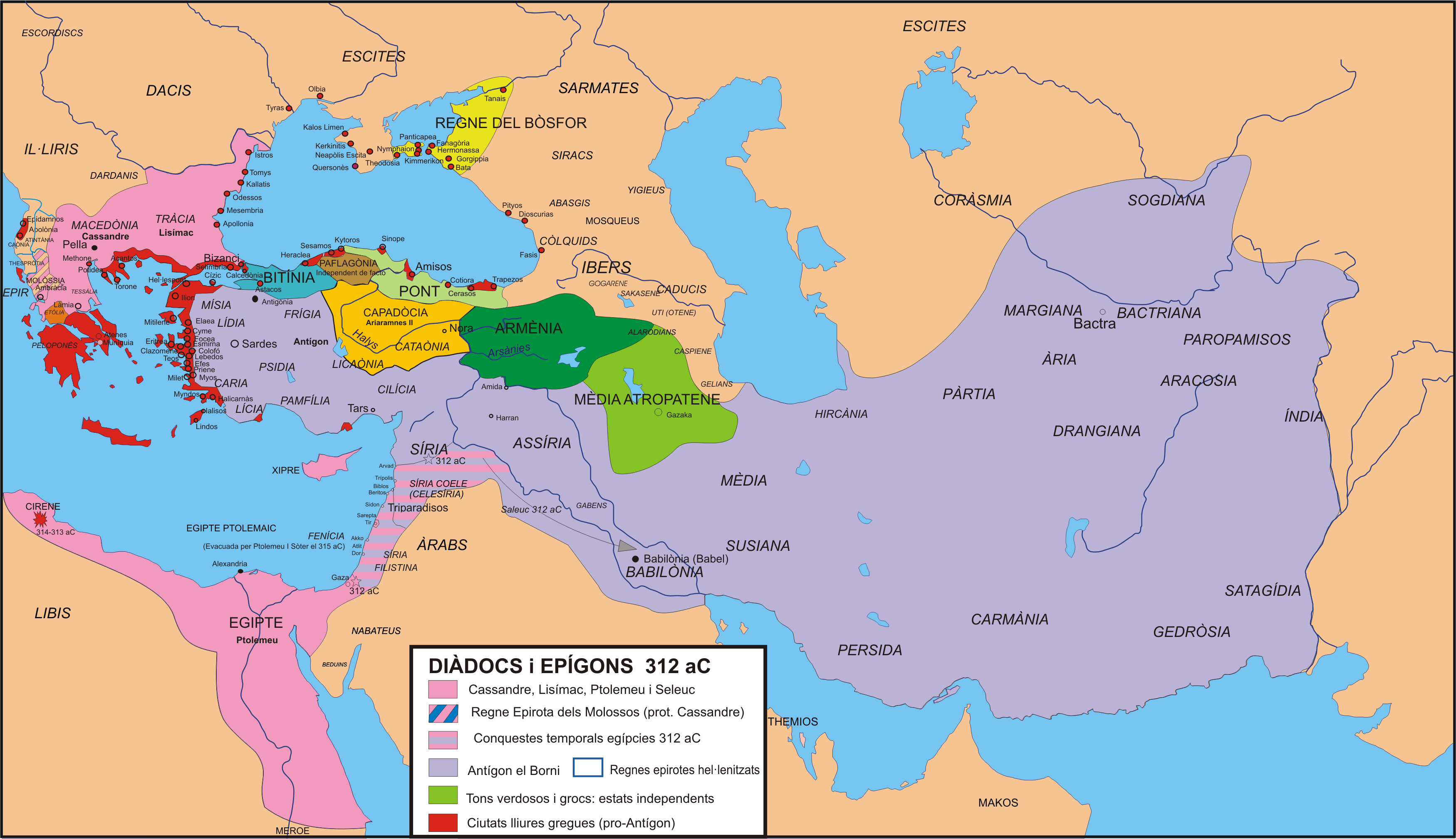
Ориентировочная карта территориальных владений в Македонской империи в 312 году до н. э.

В 321/320 году до н. э. по результатам раздела Македонской империи между военачальниками Александра Македонского сатрапом Вавилонии стал Селевк. В ходе Второй войны диадохов 319—315 годов до н. э. бо́льшую часть азиатских владений Македонской империи завоевал Антигон. После победы он казнил многих из сатрапов, которые оказались в его власти. Селевк вовремя оценил ситуацию и бежал ко двору правителя Египта Птолемея.
Зимой 312/311 года до н. э. Птолемей во время Третьей войны диадохов разбил войско Антигона под командованием его сына Деметрия в битве при Газе. Эта победа открыла врагам Антигона путь вглубь его азиатских владений. Селевк, воспользовавшись моментом, решил вернуть себе власть в Вавилоне. Птолемей выделил военачальнику тысячу воинов и 200 всадников, с которыми Селевк и отправился в Вавилонию. Деметрий, занятый подготовкой обороны от дальнейшего наступления Птолемея, не мог помешать этому походу.

## Ход событий

### Начало войны. Первая осада Вавилона
По мнению Р. Биллоуза, Селевк выступил в поход на Вавилон не ранее января 311 года до н. э. По пути он пополнял своё войско, а местные жители оказывали ему всеобщую поддержку. На сторону Селевка также стали переходить войска Антигона. Так, Диодор Сицилийский упоминает о Полиархе, который «управлял каким-то округом» и перешёл на сторону Селевка с тысячей воинов. Р. Биллоуз считал, что беспрепятственный поход Селевка из Финикии в Вавилон стал возможным потому, что Деметрий после поражения при Газе был вынужден спешно собирать войска в Киликии и, соответственно, по пути Селевка не было больших контингентов войск. Кроме того, гибель при Газе Пифона — сатрапа Вавилонии на службе Антигона — дезорганизовала систему управления в регионе.
При приближении Селевка к Вавилону сторонники Антигона под командованием Дифила укрылись в одной из вавилонских крепостей. Историки датируют начало осады города весной 311 года до н. э. О деталях осады и последующего штурма Вавилона практически ничего не известно. Й. Лендеринг на основании Вавилонских хроник предположил, что штурму предшествовали некие действия с руслом Евфрата. После падения крепости летом 311 года до н. э. Селевк освободил заключённых, которых арестовали после его бегства в 315 году до н. э. из Вавилонии в Египет.
После успешной осады Вавилона Селевк с основным войском отправился на восток, где стратег Верхних сатрапий Никанор начал собирать войско для отражения его нападения. Стратегом Вавилонии стал один из наиболее верных друзей Селевка Патрокл.

### Сражение у реки Тигр

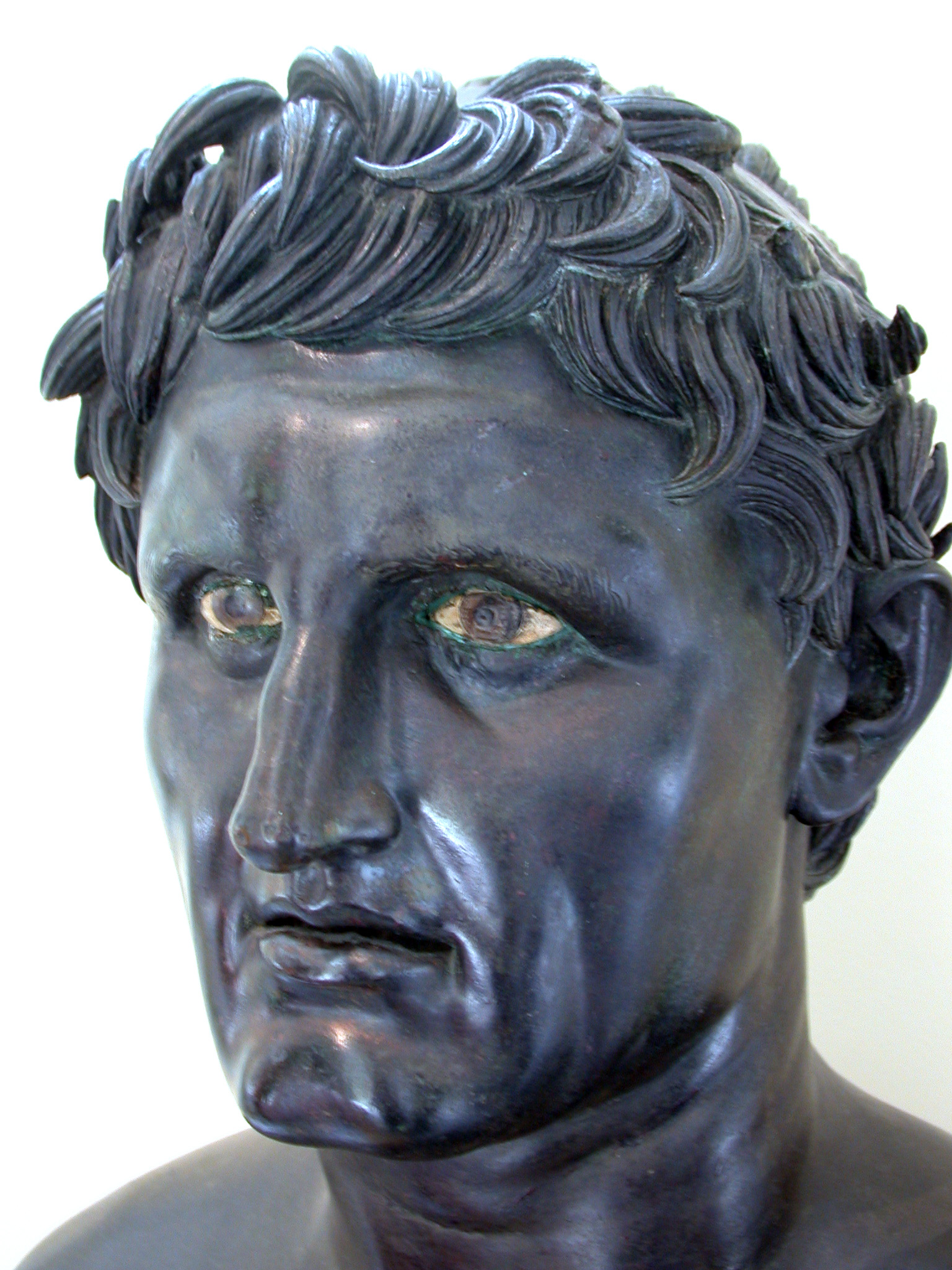
Римская бронзовая копия изображения Селевка с греческого оригинала. Обнаружена при раскопках Геркуланума.
Национальный археологический музей Неаполя, Италия

Селевк с войском, которое насчитывало 3 тысячи воинов и 400 всадников, переправился через Тигр. Силы Никанора были значительно бо́льшими — 7 тысяч всадников и тысяча пеших воинов. Селевк укрыл своих воинов в тянущихся вдоль реки болотах в надежде, что сможет застать военачальника Антигона врасплох. Когда Никанор прибыл к Тигру, он посчитал, что противник отступил на запад. Исходя из этого заблуждения, он обустроил временный лагерь и не позаботился о его должной защите. Ночью на спящих воинов Никанора напал Селевк со всеми своими силами, чем вызвал в стане противника панику.
В ходе сражения погиб один из военачальников сил Никанора, сатрап Персиды Эвагор. Всё войско Никанора оказалось рассеянным, после чего его воины стали массово переходить на сторону Селевка. Согласно Диодору Сицилийскому, сам Никанор бежал, но Аппиан писал, что он погиб во время сражения от рук Селевка. Возможно, Никанор погиб в ходе второго, не зафиксированного в источниках, сражения с Селевком.

### Вторая осада Вавилона
Пока Селевк был занят военными действиями в Персиде и Мидии, в Вавилонию вторгся сын Антигона Деметрий с войском в 15 тысяч воинов и 4 тысячи всадников. Селевк со своими силами продолжил завоевание Верхних сатрапий, а задача по противодействию Деметрию была возложена на Патрокла. Патрокл организовал эвакуацию населения, а сам с имеющимися незначительными силами совершал манёвры по области, «используя русла рек и каналов как защиту, … наблюдая за врагом и время от времени отправлял весть в Мидию Селевку о том, что происходило, и настоятельно просил его прислать помощь как можно скорее». Основное войско находилось с Селевком и, соответственно, Патрокл не имел какой-либо возможности победить Деметрия в открытом бою. Он также не мог организовать сопротивление во всём Вавилоне и ограничился организацией обороны лишь в двух крепостях. Возможно, именно к этому времени относится фрагмент из трактата Арриана «Индика» о помощи Птолемея Селевку. Правитель Египта отправил в Вавилонию войско, которое на верблюдах за восемь дней пересекло пустыню Аравийского полуострова. Д. Грейнджер подчёркивал, что, учитывая обстоятельства и особенности этого марша, помощь Птолемея не могла быть значительной.
Оба войска испытывали трудности. Патрокл страдал от незначительности сил и необходимости эвакуировать жителей города, Деметрий — от враждебности местного населения и отсутствия подкреплений. К февралю 309 года до н. э. Деметрию удалось захватить одну из цитаделей, однако вскоре он был вынужден отступить на запад, предварительно ограбив окрестности, оставив во взятой крепости войско в 5 тысяч воинов и тысячу всадников под командованием Архелая. Весной 309 года до н. э. в Вавилонию вернулся Селевк и деблокировал Вавилон.

### Вторжение Антигона
В промежутке между августом 310 года до н. э. и 308 годом до н. э. в Месопотамию вторгся Антигон со своим войском. Историки приводят несколько мотивов начала военной кампании. Для Антигона ситуация грозила потерей восточной половины своих владений. Из всех врагов Селевк казался наиболее слабым, и победа над ним не только вернула бы Антигону власть над ранее захваченными землями, но и подняла бы его авторитет в противостоянии диадохов.
Единственное, в чём сходятся источники при описании данной военной кампании, — это разграбление области войсками Антигона. У населения отбирали всё вплоть до ячменя и фиников — основных продуктов питания в античной Месопотамии. Плутарх даже пришёл к выводу, что область окончательно подчинилась Селевку из-за творимых войсками Деметрия и Антигона зверств. Местные жители видели в Селевке единственную силу, которая сможет защитить их от Антигона.
Детали противостояния между войсками Антигона и Селевка неизвестны, их реконструкция носит предположительный характер. Вероятно, вначале Антигону сопутствовал успех. Во всяком случае, он смог достичь Вавилона и предпринял неудачную попытку его захватить. В ходе городских боёв его войска не смогли занять храм Набу. Так и не сумев полностью овладеть городом, Антигон назначил «сатрапом Аккада» Архелая и направился в Куту. Мотив этого действия до конца не ясен. Возможно, Антигон хотел захватить находящиеся в городе богатства, а также заставить местных жрецов перейти на его сторону.
Информация о решающем сражении между Антигоном и Селевком содержится в «Стратегемах» Полиэна. Согласно этому описанию, оно продолжалось два дня. В первый день исход битвы не был решён, и она должна была продолжиться на следующий день. Селевк приказал своим воинам лечь спать в полном вооружении, сохраняя боевой порядок. Воины Антигона, напротив, разбили лагерь и сняли оружие. Ранним утром Селевк дал сигнал атаки, что стало для Антигона неожиданностью. Его воины оказались застигнуты врасплох и были разбиты. Вне зависимости от того, насколько описание Полиэна соответствует действительности, несомненно, что Селевк одержал решительную победу, однако не смог захватить в плен Антигона.

## Заключение мира. Последствия

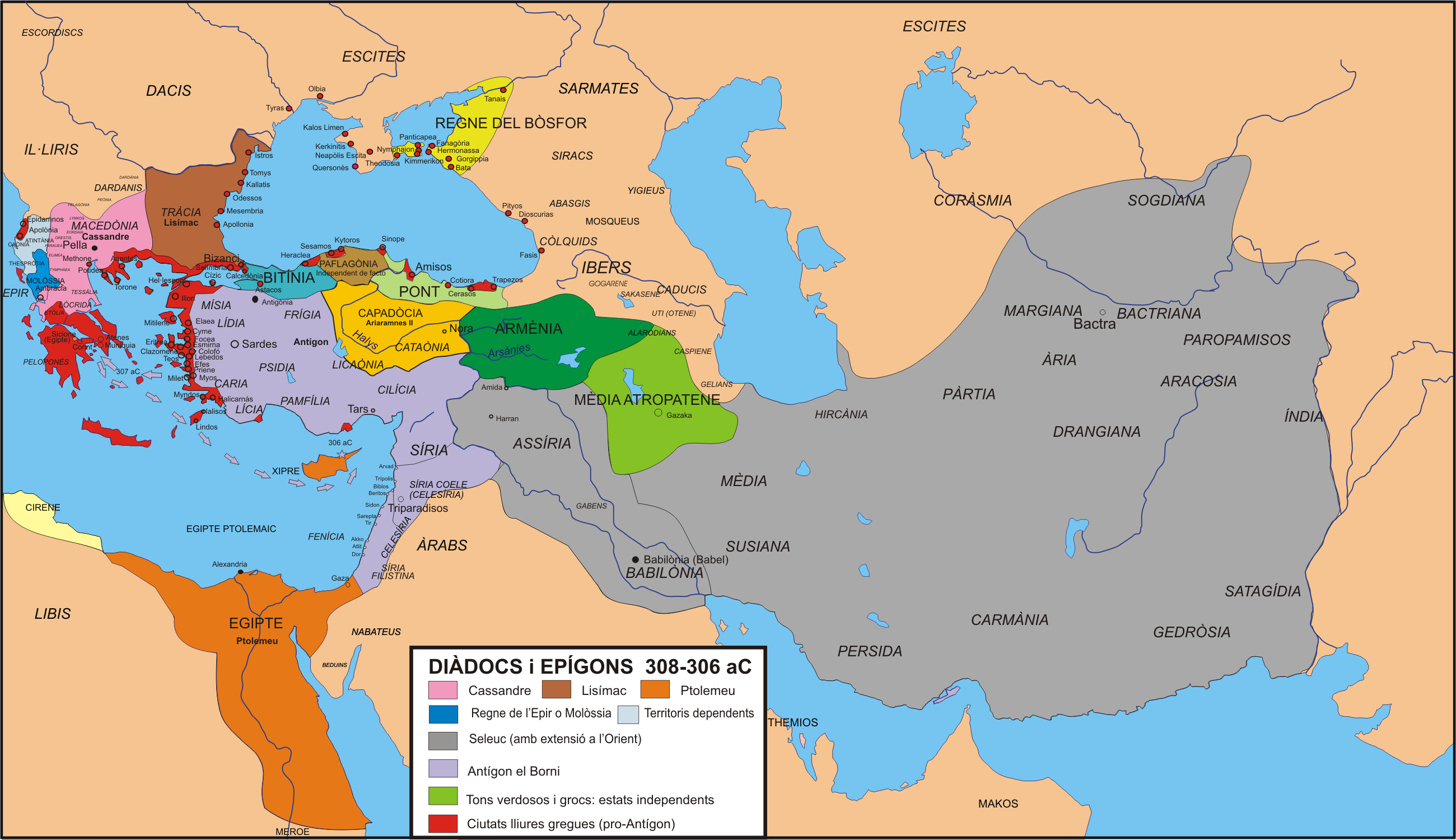
Ориентировочная карта территориальных владений в Македонской империи на конец Вавилонской войны

В 308/307 году до н. э. между Антигоном и Селевком был заключён хрупкий мир. Каждый из военачальников остался при тех владениях, которыми обладал на момент его подписания. Таким образом, по результатам Вавилонской войны Антигон утратил большую часть своих восточных владений, в то время как Селевк смог основать собственное государство. Предположительно, граница между владениями Антигона и Селевка проходила в Месопотамии. Южная часть области принадлежала Селевку, а северная, прилегающая к Сирии и Малой Азии — Антигону.
Несомненным победителем в Вавилонской войне был Селевк, который из безземельного военачальника за несколько лет стал руководителем громадного государства за счёт владений Антигона. Причинами поражения Антигона, кроме экстраординарных личностных качеств его соперника, были ненависть со стороны населения и необходимость вести войну на нескольких фронтах.

### Исследования
- Дройзен И. Г. История эллинизма. — Ростов н/Д.: Феникс, 1995. — Т. 2. — 544 с. — ISBN 5-85880-079-3.
- Смирнов С. В. Государство Селевка I (политика, экономика, общество). — М.: Русский фонд содействия образованию и науке, 2013. — 344 с. — ISBN 978-5-91244-099-1.
- Смирнов С. В. Пифон — наследник Александра в тени великих современников // Вестник древней истории. — М.: Наука, 2014. — Вып. 290, № 3. — С. 31—46.
- Шофман А. С. Распад империи Александра Македонского / Печатается по постановлению редакционно-издательского совета Казанского университета. Отв. редактор В. Д. Жигунин. — Казань: Издательство Казанского университета, 1984.
- Anson Edward M. The Chronology of the Third Diadoch War (англ.) // Phoenix. — Classical Assosiation of Canada, 2006. — Vol. 60, no. 3/4. — P. 226—235. — JSTOR 20304611.
- Berve H. Nikanor 13 // Paulys Realencyclopädie der classischen Altertumswissenschaft :  [нем.] / Georg Wissowa. — Stuttgart : J. B. Metzler’sche Verlagsbuchhandlung, 1936. — Bd. XVII, 1. — Kol. 269—270.
- Billows R. Antigonos the One-eyed and the Creation of the Hellenistic State (англ.). — Berkeley; Los Angeles; London: University of California Press, 1997. — ISBN 0-520-06378-3.
- Grainger J. D. The Rise of the Seleukid Empire (323—223 BC) Seleukos I to Seleukos III (англ.). — Barnslay: Pen&Sword Military, 2014. — ISBN 978-1-78303-053-8.
- Lendering Jona[англ.]. Diadochi 6: The Babylonian War (англ.). livius.org. Livius.org[нидерл.] (24 сентября 2020). Дата обращения: 12 сентября 2023.
- Meeus A. Diodorus and the Chronology of the Third Diadoch War (англ.) // Phoenix. — Classical Assosiation of Canada, 2012. — Vol. 66, no. 1/2. — P. 74—96. — doi:10.7834/phoenix.66.1-2.0074.
- Wheatley P. Antigonus Monophthalmus in Babylonia, 310—308 B. C. (англ.) // Journal of Near Eastern Studies. — The University of Chicago Press, 2002. — Vol. 61, no. 1. — P. 39—47. — JSTOR 546060.